# Mount Bourgeau
Mount Bourgeau är ett berg i Kanada.   Det ligger i provinsen Alberta, i den centrala delen av landet, 3 000 km väster om huvudstaden Ottawa. Toppen på Mount Bourgeau är 2 930 meter över havet, eller 494 meter över den omgivande terrängen. Bredden vid basen är 2,4 km.
Terrängen runt Mount Bourgeau är bergig åt nordost, men åt sydväst är den kuperad.Trakten runt Mount Bourgeau är nära nog obefolkad, med mindre än två invånare per kvadratkilometer.. Närmaste större samhälle är Banff, 15,1 km öster om Mount Bourgeau.
Trakten runt Mount Bourgeau består i huvudsak av gräsmarker.